# Jovův chrám (Pompeje)
Jovův chrám byla stavba antického chrámu uzavírající ze severu prostor hlavního fóra v Pompejích. Zasvěcený byl hlavnímu římskému božstvu Jovovi. Navzdory svému řeckému vlivu šlo o stavbu v čistě tzv. italickém stylu, tj. byl postaven na tři metry vysokém pódiu. Půdorysně chrám zabíral plochu 37 × 17 metrů.

## Historie
Jovův chrám pochází z období kolem roku 150 př. Kr. a předpokládá se, že byl postaven na místě někdejší svatyně z etruských dob. Svůj největší význam dosáhl chrám po příchodu Římanů, kdy se stal hlavním kultovním místem v Pompejích.

## Popis
Do chrámu se vstupovalo po mohutném schodišti, širokém jako celá přední strana chrámu. Návštěvník vstoupil do sloupové předsíně tvořené dvanácti sloupy s korintskými hlavicemi. V závěru celly obklopené dvojitým sloupovím se nacházely tři výklenky určené od roku 80 před Kr. pro umístění soch tří hlavních kapitolských božstev – Jova, Junony a Minervy. Podzemí chrámu tvořené třemi místnostmi s tunelovou klenbou bylo určeno pro uchovávání městských cenností, votivních darů a veřejného pokladu (aerarium).

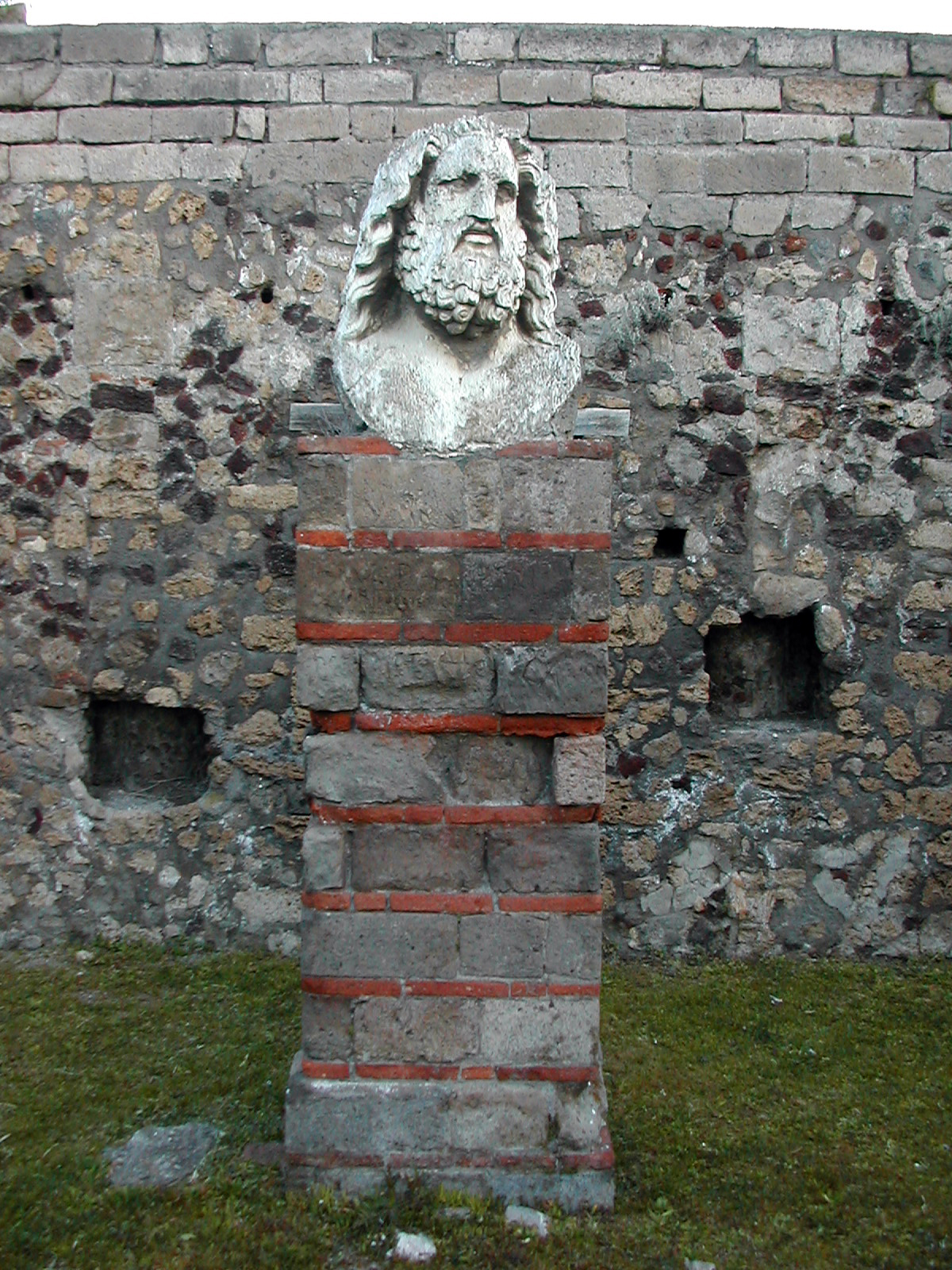
Hlava Jupitera, objevená v chrámové celle

Vážně byl poškozen během ničivého zemětřesení v roce 62. Vzápětí se přistoupilo k jeho opravě. Erupce Vesuvu roku 79 ho zastihla během rekonstrukce. Architekturu Jovova chrámu doplňovaly od začátku 1. století dva vítězné oblouky, postavené po jeho stranách – vlevo římského vojevůdce Germanica, vpravo císaře Tiberia. Předpokládá se, že původně stály v jedné linii s průčelím chrámu; později byl levý oblouk přemístěn dozadu.
Původně byl chrám obohacen několika kultovními sochami, z nichž se však do dnešních dnů zachovaly pouze obličejová maska Junony a obrovská hlava Jova (na zdejším místě se nachází kopie; originál je umístěn v Národním archeologickém muzeu v Neapoli).
Dnes po archeologických vykopávkách je Jovův chrám podobně jako ostatní budovy ve městě ve stavu trosek a pouze pódium a z něj se tyčící torza sloupů předsíně.